# Finale de la Ligue des nations de l'UEFA 2018-2019
La finale de la Ligue des nations 2018-2019 est la 1re finale de la Ligue des nations organisée par l'UEFA. Ce match de football a lieu le dimanche 9 juin 2019 à l'Estádio do Dragão de Porto, au Portugal.

## Parcours des équipes
Note : dans les résultats ci-dessous, le score du finaliste est toujours donné en premier.
| Rang | Équipe   | Pts | J | G | N | P | Bp | Bc | Diff |
| ---- | -------- | --- | - | - | - | - | -- | -- | ---- |
| 1    | Portugal | 8   | 4 | 2 | 2 | 0 | 5  | 3  | +2   |
| 2    | Italie   | 5   | 4 | 1 | 2 | 1 | 2  | 2  | 0    |
| 3    | Pologne  | 2   | 4 | 0 | 2 | 2 | 4  | 6  | -2   |

| Rang | Équipe    | Pts | J | G | N | P | Bp | Bc | Diff |
| ---- | --------- | --- | - | - | - | - | -- | -- | ---- |
| 1    | Pays-Bas  | 7   | 4 | 2 | 1 | 1 | 8  | 4  | +4   |
| 2    | France    | 7   | 4 | 2 | 1 | 1 | 4  | 4  | 0    |
| 3    | Allemagne | 2   | 4 | 0 | 2 | 2 | 3  | 7  | -4   |

## Match

### Feuille de match
| Match 4                 | Portugal   | 1 - 0   | Pays-Bas | Estádio do Dragão, Porto                                                                      |                                                                                               |
| 9 juin 2019 20h45 UTC+1 | Guedes 60e | (0 - 0) |          | Spectateurs : 43 199 Arbitrage : Alberto Undiano Mallenco Arbitre vidéo : Alejandro Hernández | Spectateurs : 43 199 Arbitrage : Alberto Undiano Mallenco Arbitre vidéo : Alejandro Hernández |
| 9 juin 2019 20h45 UTC+1 | Rapport    |         |          | Spectateurs : 43 199 Arbitrage : Alberto Undiano Mallenco Arbitre vidéo : Alejandro Hernández | Spectateurs : 43 199 Arbitrage : Alberto Undiano Mallenco Arbitre vidéo : Alejandro Hernández |

| Portugal | Pays-Bas |

| G               | 1  | Rui Patrício      |  |       |
| DD              | 20 | Nélson Semedo     |  |       |
| DC              | 4  | Rúben Dias        |  |       |
| DC              | 6  | José Fonte        |  |       |
| DG              | 5  | Raphaël Guerreiro |  |       |
| MC              | 13 | Danilo Pereira    |  |       |
| MC              | 14 | William Carvalho  |  | 90+3e |
| MC              | 16 | Bruno Fernandes   |  | 81e   |
| AD              | 7  | Cristiano Ronaldo |  |       |
| AC              | 17 | Gonçalo Guedes    |  | 75e   |
| AG              | 10 | Bernardo Silva    |  |       |
| Remplaçants :   |    |                   |  |       |
| M               | 15 | Rafa Silva        |  | 75e   |
| M               | 8  | João Moutinho     |  | 81e   |
| M               | 18 | Rúben Neves       |  | 90+3e |
| Entraîneur :    |    |                   |  |       |
| Fernando Santos |    |                   |  |       |

| G             | 1  | Jasper Cillessen    |       |     |
| DD            | 22 | Denzel Dumfries     | 88e   |     |
| DC            | 3  | Matthijs de Ligt    |       |     |
| DC            | 4  | Virgil van Dijk     | 90+1e |     |
| DG            | 17 | Daley Blind         |       |     |
| MC            | 15 | Marten de Roon      |       | 81e |
| MC            | 21 | Frenkie de Jong     |       |     |
| MC            | 8  | Georginio Wijnaldum |       |     |
| AD            | 7  | Steven Bergwijn     |       | 60e |
| AC            | 10 | Memphis Depay       |       |     |
| AG            | 9  | Ryan Babel          |       | 46e |
| Remplaçants : |    |                     |       |     |
| A             | 11 | Quincy Promes       |       | 46e |
| M             | 20 | Donny van de Beek   |       | 60e |
| A             | 19 | Luuk de Jong        |       | 81e |
| Entraîneur :  |    |                     |       |     |
| Ronald Koeman |    |                     |       |     |

| Homme du match: Rúben Dias |

## Statistiques
Les principales statistiques du match sont :
| Statistique         | Portugal | Pays-Bas |
| ------------------- | -------- | -------- |
| Buts                | 0        | 0        |
| Tirs                | 12       | 1        |
| Tirs cadrés         | 4        | 0        |
| Arrêts              | 0        | 4        |
| Possession de balle | 41 %     | 59 %     |
| Corners             | 6        | 1        |
| Fautes commises     | 4        | 6        |
| Hors-jeux           | 1        | 0        |
| Cartons jaunes      | 0        | 0        |
| Cartons rouges      | 0        | 0        |

| Statistique         | Portugal | Pays-Bas |
| ------------------- | -------- | -------- |
| Buts                | 1        | 0        |
| Tirs                | 7        | 4        |
| Tirs cadrés         | 3        | 1        |
| Arrêts              | 3        | 2        |
| Possession de balle | 49 %     | 51 %     |
| Corners             | 4        | 3        |
| Fautes commises     | 2        | 7        |
| Hors-jeux           | 1        | 2        |
| Cartons jaunes      | 0        | 2        |
| Cartons rouges      | 0        | 0        |

| Statistique         | Portugal | Pays-Bas |
| ------------------- | -------- | -------- |
| Buts                | 1        | 0        |
| Tirs                | 19       | 5        |
| Tirs cadrés         | 7        | 1        |
| Arrêts              | 3        | 6        |
| Possession de balle | 45 %     | 55 %     |
| Corners             | 10       | 4        |
| Fautes commises     | 6        | 13       |
| Hors-jeux           | 2        | 2        |
| Cartons jaunes      | 0        | 2        |
| Cartons rouges      | 0        | 0        |